# Col des Chênes
Pour les articles homonymes, voir Chêne (homonymie).
 (février 2023).
Améliorez-le ou discutez des points à vérifier. 
Le col des Chênes est un col de montagne situé dans le Nord de l'Algérie, à une altitude de 1 111 mètres.

## Situation
Il est situé entre les communes de Chellata et d'Akbou la wilaya de Béjaïa.

## Histoire
Le 24 juin 1958, lors d'une opération d'enlèvement d'une compagnie du 6e RPC, un hélicoptère Sikorsky H-34 et un avion North American T-6 se heurtent en plein vol. L'accident fait 13 morts.
Lors de l'opération Jumelles, et plus précisément pendant la « tournée des popotes », Charles de Gaulle visite le col des Chênes et y prononce un discours le 30 août 1959.